# Mein wunderbarer Waschsalon
Mein wunderbarer Waschsalon (My Beautiful Laundrette) ist ein britisches Filmdrama von Stephen Frears aus dem Jahr 1985 nach dem gleichnamigen Theaterstück von Hanif Kureishi.

## Handlung
Der heruntergekommene pakistanische Journalist Hussein Ali, der in seinem Heimatland hohes Ansehen genoss, lebt im Londoner Süden in einer verwahrlosten Wohnung, in der er sich vor allem dem Alkohol hingibt. Sein Sohn Omar, dessen Mutter durch Suizid starb, kümmert sich um ihn.
Omars Onkel Nasser, ein wohlhabender Geschäftsmann („Im Dreck liegt das Geld“) in dem von Margaret Thatcher regierten England und in vielerlei Hinsicht das genaue Gegenteil seines Bruders Ali, zeigt seinem Neffen einen heruntergekommenen, schlecht laufenden Waschsalon, den Omar zwecks Neueröffnung wieder auf Vordermann bringen soll. Zudem sieht er in ihm den zukünftigen Ehemann seiner lebenslustigen Tochter Tania. Der Omar noch aus der Schule bekannte, arbeitslose und in besetzten Häusern lebende Johnny, der sich von seiner Gang getrennt hat, wird von Omar überredet, in das Geschäft mit einzusteigen. Da er sich in Omar verliebt hat, sagt er zu. Sie werden also zum Liebespaar und zu Geschäftspartnern und verwandeln den Waschsalon mit viel Arbeit, Farbe und Phantasie in ein Schmuckstück, das bald eröffnet werden soll. Omars Vater ist davon wenig beeindruckt; ihm wäre es lieber, wenn Omar sein Studium wieder aufnehmen würde. Zudem will er ihm den Umgang mit Johnny ausreden, den Ali von früher als gewalttätigen Rassisten kennt. Währenddessen planen Omar und Johnny die Übernahme von zwei weiteren Salons.
Nasser hat eine Beziehung mit der Engländerin Rachel, die von Nassers Verwandten finanzielle Unterstützung erhält. Sie erträgt ihre Situation nicht und beendet die Liaison. Der darüber niedergeschlagene Nasser zieht zu seinem Bruder Hussein Ali, mit dem er sich versöhnt. Nassers Tochter Tania ist zwar mit Omar verlobt, verliebt sich jedoch in den homosexuellen Johnny. Als sie feststellen muss, dass ihre Liebe nicht erwidert wird, zieht sie in einen anderen Stadtteil.
Die rassistische und gewaltbereite Gang, der Johnny ehemals angehörte, greift den Waschsalon am Tag der Eröffnung an. Johnny, der von den Gangmitgliedern auf brutale Weise verprügelt wird, da sie in ihm einen Verräter ihrer Weltanschauung sehen, wird von Omar gerettet. Der Film endet damit, dass Johnny und Omar sich im Badezimmer zum Spaß mit Wasser bespritzen.

## Kritiken
Roger Ebert schrieb in der Chicago Sun-Times vom 11. April 1986, der Film konzentriere sich nicht auf die Handlung, sondern gebe ein Gespür für die gesellschaftlichen Verhältnisse. Ein derartiger Film lebe von den Darstellungen, die von der „faszinierenden Gruppe unbekannter Schauspieler“ dargebracht seien. Bekannt seien dem Kritiker lediglich Shirley Anne Field und Daniel Day-Lewis, deren Darstellungen er als ein „Wunder der Schauspielkunst“ bezeichnete. Ebert schrieb, der Film erinnere ihn an den Film Zimmer mit Aussicht, nicht nur wegen der Beteiligung von Daniel Day-Lewis, sondern weil die Hauptfiguren eine Wahl hätten.
Das Lexikon des internationalen Films schreibt: „Sozialdrama mit Kriminalelementen, das mit Witz und Ironie Grausamkeiten des Alltags, Sachzwänge und Machtstrukturen der Leistungsgesellschaft beschreibt.“

## Auszeichnungen
Hanif Kureishi war für sein Drehbuch 1987 für einen Oscar nominiert. Er und Saeed Jaffrey waren 1986 für den BAFTA Award nominiert.
Stephen Frears gewann 1986 den Evening Standard British Film Award. Daniel Day-Lewis gewann im selben Jahr den National Board of Review Award und zusammen mit Hanif Kureishi den New York Film Critics Circle Award. Hanif Kureishi gewann 1987 den National Society of Film Critics Award. Der Film war 1987 für den Independent Spirit Award nominiert.
Das British Film Institute wählte Mein wunderbarer Waschsalon im Jahr 1999 auf Platz 50 der besten britischen Filme des 20. Jahrhunderts.

## Hintergrund
Der Film wurde in London mit einem Budget von geschätzten 650.000 Pfund Sterling gedreht. Er feierte am 7. September 1985 auf dem Toronto Film Festival Weltpremiere.